# کاپتاما
کاپتاما روستایی در استان ریفت والی، کنیا می‌باشد.